# Гіпотензивна трансфузійна реакція
Гіпотензивна реакція на переливання або ГоТР (англ. HTR) — це вкрай рідкісний стан, який проявляється низьким кров'яним тиском, пов'язаним із введенням препаратів крові або кровозамінників. Низький артеріальний тиск швидко повертається до норми після припинення переливання (наприклад крові).
ГоТР спричинена виробництвом брадикініну, що виробляється через активацію фактора XII негативно зарядженими поверхнями, такими як фільтри. Коли механізми розпаду брадикініну порушуються, пептид накопичується (кумулюється) і викликає гіпотензію. Ангіотензинперетворювальний фермент (АПФ) головним чином відповідає за його деградацію (75 %), але його можна пригнічувати введенням препаратів для артеріального тиску, які називаються інгібіторами АПФ. Поліморфізм АПФ або амінопептидази Р (АПП), іншого ферменту, відповідального за розпад брадикініну (20 %), також може сприяти ГоТР.